# Incze Árpád
Incze Árpád (Sepsiszentgyörgy, 1944. október 26. –) erdélyi magyar földrajzi és talajföldrajzi szakíró.

## Életútja
Incze Béla kántortanító és Papp Emma tisztviselőnő  házasságából született református családban. Középiskoláit a Székely Mikó Kollégiumban (1962), egyetemi tanulmányait a Babeș–Bolyai Tudományegyetemen végezte biológia-földrajz szakon (1967). Előbb a Maros megyei Talajtani és Agrokémiai Hivatal, 1982-től a Maros megyei Vízgazdálkodási Hivatal tudományos alkalmazottja, 1990-től a Környezetvédelmi Kirendeltség felügyelője, majd szakértő felügyelője.
Fő kutatási területe a környezetvédelem. Több társával, köztük Málnási Gézával együtt a gyomorrák földrajzi elterjedését vizsgálta Maros és Hargita megyében, összefüggésben egyes talajtani tényezők változékonyságával, s a kutatás eredményét a budapesti X. Magyar Onkológus Kongresszuson terjesztette elő (1973). Egyéb szaktanulmányai kolozsvári és bukaresti mezőgazdasági szakkiadványokban s a csehszlovákiai Neoplasma hasábjain (társszerzőkkel, Pozsony, 1976/3) jelentek meg; ismeretterjesztő cikkeit A Hét, Előre, Vörös Zászló közölte. A Falvak Dolgozó Népe munkatársaként működött (1972–78).
Az 1990-es évek végén részt vett a Maros megyéről szóló útikönyv megírásában, Balás Árpáddal, Biró Donáttal és Jakab Sámuellel. Politikai publicisztika körébe tartozó írásai is jelentek meg a Népújságban. Az 1990-es évektől környezetvédelmi szervezetekben és klubokban működik.